# هومبرتو توزي
هومبرتو توزي (بالبرتغالية: Humberto Barbosa Tozzi‏) مواليد 4 فبراير 1934 في ساو جواو دي ميريتي، البرازيل - الوفاة 17 أبريل 1980 في ريو دي جانيرو، كان لاعب كرة قدم برازيلي كان يلعب في مركز الهجوم. سبق له أن لعب في كأس العالم لكرة القدم مع منتخب بلاده في مونديال 1954.

## المسيرة الاحترافية

### أندية لعب لها
- نادي ساو كريستوفاو
- نادي بالميراس
- نادي لاتسيو
- نادي فلومينينسي

## روابط خارجية
- هومبرتو توزي على موقع الاتحاد الدولي (مؤرشف)  (الإنجليزية)
- هومبرتو توزي على موقع الاتحاد الأوربي (الإنجليزية)
- هومبرتو توزي على موقع قاعدة بيانات كرة القدم.إي يو (الإنجليزية)
- هومبرتو توزي على موقع ناشيونال فوتبول تيمز (الإنجليزية)
- هومبرتو توزي على موقع Soccerway.com (الإنجليزية)
- هومبرتو توزي على موقع عالم كرة القدم.نت (الإنجليزية)
- هومبرتو توزي على موقع أوليمبيديا (الإنجليزية)